# Georg Wilhelm Franz Wenderoth

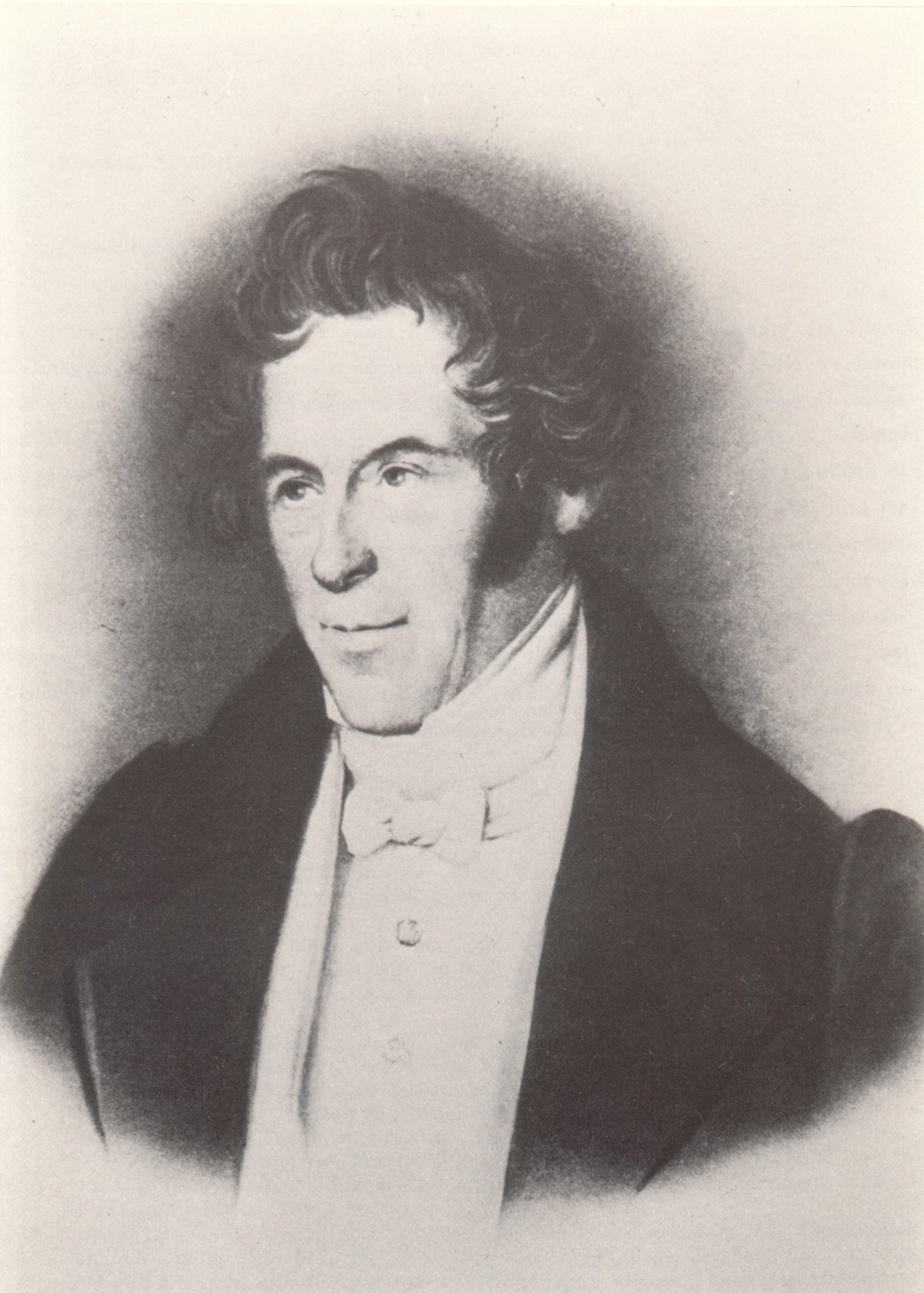
Georg Wilhelm Franz Wenderoth

Georg Wenderoth (* 17. Januar 1774 in Marburg; † 5. Juni 1861 ebenda; vollständiger Name ‚Georg Wilhelm Franz Wenderoth‘) war ein hessischer, deutscher Pharmazeut und Botaniker. Sein offizielles botanisches Autorenkürzel lautet „Wender.“

## Leben
Nach einer Apothekerlehre in Marburg arbeitete Wenderoth zunächst einige Jahre in Schweinfurt, bevor er 1796 nach Marburg zurückkehrte und das Studium der Medizin und der Naturwissenschaften an der Philipps-Universität begann. 1801 beendete er sein Studium mit der Promotion zum Doktor der Medizin. Zwischen 1803 und 1806 war er als Dozent an der Philipps-Universität tätig. Da er in Marburg nach dem Tod seines Lehrers Conrad Moench weder den Lehrstuhl für Botanik noch den für Pharmazie bekam, folgte er der Berufung an die Universität Rinteln. Dort übernahm er die Fächer Medizin, Pharmazie, Physik, Chemie und Botanik sowie die Aufsicht über den dortigen Botanischen Garten. Wenderoth blieb dort bis zur Auflösung der Universität Ende 1809 und erhielt noch im gleichen Jahr die Ehrendoktorwürde der philosophischen Fakultät. Er war damit der letzte, der von der Universität Rinteln diesen Titel bekam. Anfang 1810 wurde Wenderoth an die Philipps-Universität in Marburg versetzt und übernahm den Lehrstuhl der Botanik von Professor Blasius Merrem und damit auch die Leitung des Botanischen Gartens. Er wurde mit der Neuanlage eines Botanischen Gartens in Marburg beauftragt. Wenderoth war bis zu seinem Tode 1861 Professor in Marburg. Er hat nie geheiratet und blieb daher auch kinderlos.

## Leistungen
Seine Hauptleistung besteht in der Neuanlage des Botanischen Gartens in Marburg, des heutigen Alten Botanischen Gartens. Zu seinem Amtsantritt 1810 übernahm er den ehemaligen Botanischen Garten an der Ketzerbach am sogenannten Weinberg, der sich in einem trostlosen Zustand befand. Vom König von Westfalen, Jérôme Bonaparte, erhielt die Universität den 3,6 ha großen Garten des Deutschen Ordens. Da ihm nur der Gärtner Gottfried Wilhelm Schwarzkopf dauerhaft als Mitarbeiter zur Verfügung stand und er zudem glaubte, dass kaum jemand seinen Ansprüchen genügen könnte, war er mehrere Jahre damit beschäftigt, den Botanischen Garten zu bepflanzen.

## Ehrungen
1821 wurde er zum Mitglied der Deutschen Akademie der Naturforscher Leopoldina gewählt.
Nach ihm benannt ist die Pflanzengattung Wenderothia Schltdl. aus der Familie der Hülsenfrüchtler (Fabaceae).

## Schriften (Auswahl)
- Ge[orgius] Guil[ielmus] Franc[iscus] Wenderoth: Dissertatio inauguralis medica sistens Materiae pharmaceuticae Hassiacae specimen. Marburg 1802. XVI + 70 S.
- Georg Wilh[elm] Franz Wenderoth: Ueber Apotheker und Apothekerwesen nebst Vorschlägen zu höchstnöthigen Reformen und Verbesserungen der pharmazeutischen und der damit zusammenhängenden Veranstaltungen im Staate. Gießen 1805. 233 S.
- Georg Wilh[elm] Franz Wenderoth: Über das Studium der Botanik. Einige Worte an seine akademischen Mitbürger zur Berichtigung seiner angekündigten im Sommer 1805 zu haltenden Vorlesungen über medicinische Botanik. Marburg 1805. 32 S.
- Georg Wilhelm Franz Wenderoth: Autobiographie. in: Friedrich Wilhelm STRIEDER: Grundlage zu einer Hessischen Gelehrten- und Schriftsteller-Geschichte. Bd. XVIII. Marburg 1819. S. 503–511.
- Georg Wilhelm Franz Wenderoth: Lehrbuch der Botanik. Zu Vorlesungen und zum Selbststudium. Marburg 1821. XVI + 590 S.
- [Georg Wilhelm Franz] Wenderoth: Beiträge zu der Flora von Hessen. in: Schriften der Gesellschaft zur Beförderung der gesammten Naturwissenschaften zu Marburg. Bd. I. Marburg 1823. S. 118–152.
- [Georg Wilhelm Franz] Wenderoth: Einige Bemerkungen über verschiedene neue Pflanzenarten des botanischen Gartens in Marburg. Nebst einer Abbildung der Polygala depressa Wender. in: Schriften der Gesellschaft zur Beförderung der gesammten Naturwissenschaften zu Marburg. Bd. 11. Marburg 1831. S. 211–267.
- G[eorg] W[ilhelm] F[ranz] Wenderoth: Das Akonit und die Akonitarzneien. Bemerkungen über wichtige, einheimische Arzneipflanzen, nebst Vorschlägen in Betreff derselben, den Herren Apothekern, zunächst Kurhessens ertheilt; Aerzten und Medicinalbehörden zur gefälligen Berücksichtigung. Kassel 1837. 23 S.
- Georg Wilhelm Franz Wenderoth: Versuch einer Charakteristik der Vegetation von Kurhessen. Als Einleitung in die Flora dieses Landes. Nebst zwei Probebogen: einer der Flora hassiaca und einer der Flora marburgensis. Kassel 1839. XII+155 S. (= Schriften der Gesellschaft zur Beförderung, der gesammten Naturwissenschaften zu Marburg. Bd. IV).
- Georg Wilhelm Franz Wenderoth: Flora Hassiaca oder systematisches Verzeichnis aller bis jetzt in Kurhessen und (hinsichtlich der selteneren) in den nächst angrenzenden Gegenden des Grossherzogthums Hessen-Darmstadt u.s.w. beobachteten Pflanzen, enthaltend die offen blühenden Gewächse. Kassel 1846. XXVIII + 402 S.
- G[eorg] W[ilhelm] F[ranz] Wenderoth: Der Pflanzengarten der Universität Marburg. Die Geschichte desselben erzählt. Marburg 1850. 75 S.
- G[eorg] W[ilhelm] F[ranz] Wenderoth: Die Pflanzen botanischer Gärten, zunächst die des Pflanzengartens der Universität Marburg, unter ihren Catalognummern systematisch aufgeführt und synoptisch beschrieben, zum Gebrauche bei dem Besuche solcher Gärten für Studirende und Freunde der Pflanzenwelt. 1. Heft: Die natürliche Ordnung der Coniferen enthaltend. Kassel 1851. XVIII + 64 S. (Digitalisat unter GoogleBooks)
- G[eorg] W[ilhelm] F[ranz] Wenderoth: Analecten kritischer Bemerkungen, weiterer Erläuterungen und Nachträge zu und über einige bis dahin theils wenig, theils gar nicht gekannte Gewächse der deutschen und anderen Floren. 1. Heft. Ein Beitrag zu den Schriften der Gesellschaft zur Beförderung der gesammten Naturwissenschaften zu Marburg und den in diesen bereits von dem Verfasser beschriebenen neuen Pflanzen. Kassel 1852. 18 S.